# Dorrit Moussaieff
Pour les articles homonymes, voir Moussaieff.
Dorrit Moussaieff, née le 12 janvier 1950 à Jérusalem, est la seconde épouse du président islandais Ólafur Ragnar Grímsson et la première dame d'Islande de 2003 à 2016.

## Biographie
Fille du bijoutier Shlomo Moussaieff et descendante du marchand juif de Boukhara Shlomo Moussaieff, elle émigre à Londres avec sa famille à l'âge de 13 ans et travaille comme designer de bijoux dans l'entreprise familiale.
Après avoir divorcé de son premier mari, Neil Zarach, elle épouse en 2003 Ólafur Ragnar Grímsson, veuf de sa première épouse depuis 1998.
En tant que première dame d'Islande, elle s'investit dans la promotion de la culture et de l'économie islandaises à l'étranger et travaille à l'amélioration des conditions de vie des enfants et des jeunes souffrant de handicaps ou de maladie mentale.
Elle est citée dans l'affaire des Panama Papers en avril 2016.